# Järvsbölestjärnen
Järvsbölestjärnen är en sjö i Söderhamns kommun i Hälsingland och ingår i Ljusnans huvudavrinningsområde.